# Joodse begraafplaats (Den Nul)
De joodse begraafplaats van Den Nul in de gemeente Olst-Wijhe in de Nederlandse provincie Overijssel is, sinds de uitbreiding van het dorpje Den Nul met een kleine woonwijk, gelegen tussen de huizen aan de Beukenweg.
Op de begraafplaats staat één grafsteen, die Marianne Zendijk-van Spiegel memoreert. Zij werd er in 1914 begraven. Het is onduidelijk wanneer de begraafplaats werd gesticht en of er nog meer personen begraven liggen. Zendijk was een bekende Olster Joodse familie waarvan in 1809 voor het eerst melding wordt gemaakt.
De naburige bewoners aan de Beukenweg hebben "Het vermoedelijk meest vergeten joodse begraafplaatsje van Nederland" geadopteerd en met steun van de gemeentelijke overheid opgeknapt en van een hekwerk voorzien. Als blijk van waardering liet het Nederlands-Israëlitisch Kerkgenootschap in 2005 voor hen een boom planten in het 'vredeswoud' in Israël.
De begraafplaats is, zoals andere dodenakkers, opgenomen in de gemeentelijke bewegwijzering. Het doet daarbij wat merkwaardig aan dat ook de wegwijzers naar deze plek voorzien zijn van de gebruikelijke kruisjes als symbool voor begraafplaats, terwijl het kruis toch bij uitstek een christelijk symbool is.